# Thomas Hutchins (naturaliste)
Thomas Hutchins (1742 ? - 7 juillet 1790) est un médecin et naturaliste britannique.

## Biographie
Hutchins est employé comme chirurgien de la Compagnie de la Baie d'Hudson à York Factory (Manitoba) de 1766 à 1773, puis gouverneur du fort d'Albany (Ontario) de 1774 à 1782. De l'avis de tous, il est un médecin consciencieux et travailleur, mais il trouve le temps de faire des recherches, notamment une étude des plantes comestibles locales utiles pour la prévention du scorbut.
Il reçoit la visite de 1768 à 1769 de l'astronome William Wales, qui a été envoyé par la Royal Society pour observer le transit de Vénus en 1769, et reçoit du matériel et des instructions pour enregistrer les données météorologiques.
Encouragé par son chef par intérim Andrew Graham 1771-1772, il prend des notes sur la faune, notamment des descriptions d'espèces non enregistrées auparavant.
À la demande de la Royal Society, il fait des observations utiles sur la déclinaison magnétique à Albany 1775–1776.
Il effectue des expériences préliminaires sur la congélation (point de congélation) du mercure en 1775, identifiant le problème des tentatives précédentes comme étant dû au changement brusque de volume du mercure dans le thermomètre lorsqu'il change d'état. Un appareil pour une méthode améliorée est conçu et après une série d'expériences minutieuses de 1779 à 1782, son point de congélation est déterminé à − 39 °F. Pour ce travail, très apprécié par Cavendish, il reçoit la médaille Copley de la Royal Society en 1783, conjointement avec John Goodricke (pour un travail sans rapport).
Il sert la Compagnie de la Baie d'Hudson pour le reste de sa vie à Londres en tant que secrétaire correspondant.
Il est probable qu'une grande partie des notes sur la nature pour lesquelles il a également été très apprécié sont en fait l'œuvre d' Andrew Graham, soit généreusement donnée, soit plagiée, une action qui n'était pas considérée comme si répréhensible à l'époque.
En 1784, il est élu membre de la Royal Society of Edinburgh avec comme proposants John McGowan, John Robison et John Walker .
Il meurt le 7 juillet 1790.
L'oie de Hutchins (Branta hutchinsii) porte son nom